# Lyubov Orlova
Lyubov Petrovna Orlova (em russo:  Любо́вь Петро́вна Орло́ва; Zvenigorod, 29 de janeiro de 1902 — Moscou, 26 de janeiro de 1975) foi  uma estrela de cinema, atriz de teatro e cantora soviética.

## Vida e carreira

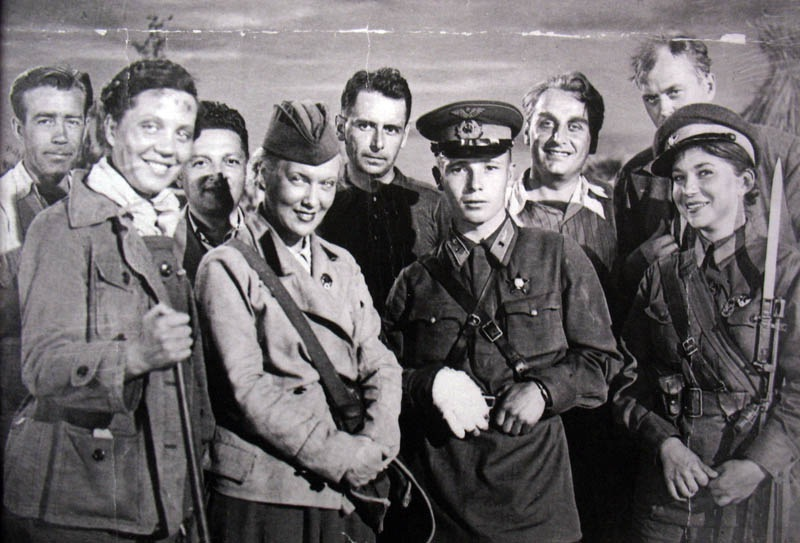
Grigory Alexandrov, Lyubov Orlova e Viktor Talalikhin no set de “Боевого киносборника № 4”, agosto de 1941.

Nasceu em uma família nobre da Rússia em Zvenigorod, próximo a Moscou e cresceu em Yaroslavl. Seu primeiro e último nomes são palavras com significado em russo: любовь significa "amor" e Орлова é o feminino de орлов "águia".
Quando tinha sete anos, Fyodor Shalyapin previu seu futuro como uma atriz famosa. Ela estudou no Conservatório de Moscou mas não se formou porque tinha que trabalhar para ajudar seus pais. Seu primeiro marido, um economista soviético, Andrei Berezin, foi preso em 1930. No entanto, isso não afetou sua carreira.
Em 1933 ela conheceu o diretor novato Grigory Alexandrov, que estava escalando atores para seu filme Jolly Fellows (1934) e casou com ele. O desempenho de Orlova nessa comédia, muito popular na URSS, rendeu a jovem estrela a simpatia de Stalin e o título de "Ator Honroso da RSFSR".
Nos próximos anos ela estrelou em quatro filmes populares que também  tornaram-se clássicos soviéticos instantâneos: Tsirk (1936), Volga-Volga (1938), Svetly put (1940) e Vesna (1947). Ela foi premiada com o Prêmio Stalin em 1941. Em 1950, se tornou a primeira mulher a receber o título de Artista do Povo da URSS exclusivamente por seus trabalhos no cinema. Depois disso, ela passou a atuar em produções teatrais da companhia de Yuri Zavadsky.

## Legado
Um planeta menor, 3108 Lyubov, descoberto pela astrônoma soviética Lyudmila Zhuravlyova em 1972, foi nomeado em sua homenagem. Um navio nomeado em sua homenagem foi construído pela União Soviética na Iugoslávia em 1976 para expedições à Antártida e ao Círculo Ártico.
Em 2019, foi homenageada com um Google Doodle na data que seria seu 117º aniversário.

## Filmografia selecionada
- 1934  —  Peterburgskaya noch
- 1934  —  Vesyolye rebyata
- 1936  —  Tsirk
- 1938  —  Volga-Volga
- 1940  —  Svetly put
- 1943  —  A Family
- 1947  —  Vesna (prêmio especial para o papel feminino, Festival Internacional de Cinema de Veneza)
- 1950  —  Vstrecha na Elbe
- 1950  —  Mussorgsky
- 1952  —  Kompozitor Glinka
- 1960  —  Russian Souvenir